# Solbourne Computer
Solbourne Computer war ein Hersteller von Unix-basierten Servern und Workstations sowie Systemsoftware in Longmont (Colorado), USA. Der Fokus lag auf SPARC/SunOS-binärkompatiblen Systemen, da dies das breite Software-Angebot für die damals führende RISC-Plattform erschloss. Solbourne war das erste Unternehmen, das von Sun Microsystems eine Lizenz für die SPARC-Architektur erwarb. Solbournes Produkte waren keine einfachen Nachbauten eines Industriestandards, sondern boten höheres Leistungspotenzial durch symmetrisches Multiprocessing zu einer Zeit, als diese Technologie von Sun Microsystems noch nicht verfügbar war. Zu Beginn der Neunziger Jahre wurde Solbourne ein ähnliches Potenzial im Unix-Markt zugetraut, wie es Compaq auf dem Markt der IBM-kompatiblen Personal Computer gelang.

## Geschichte
Das Unternehmen wurde 1986 von Douglas MacGregor gegründet, einem maßgeblichen Entwickler der Motorola-Prozessoren MC68010 und MC68020. Mehrheitseigentümer war anfänglich mit 52 % Matsushita, die mit Solbourne auf SPARC-Systeme des Wettbewerbers Fujitsu reagierten.
Im Segment SPARC-Fileserver wurden 1991 rund 15 % Marktanteil erreicht. Die mit dem von Solbourne und Matsushita eigens entwickelten 64-bit-SPARC-Prozessor MN10501 ausgestatteten Desktop-Workstations konnten die Leistungs- und Verkaufserwartungen jedoch nicht erfüllen und wurden bereits 1991 wieder aus dem Portfolio genommen.
1994 übernahm Walt Pounds die Geschäftsführung und stellte das Geschäftsmodell grundlegend um. Aus dem Hardware-Hersteller wurde eine Beratungsfirma für Oracle Applications und verwandter Technologien. Der Firmensitz wurde nach Boulder verlagert. Im Jahr 2008 wurde Solbourne an die Beratungsfirma Deloitte verkauft.

## Hardware

### Mehrprozessorsysteme
Solbournes Produktportfolio bestand zunächst ausschließlich aus Multiprozessor-Workstations und Servern mit Standard-SPARC-Prozessoren und einem eigenen 64-bit-Bus für die Interprozessor-Kommunikation namens KBus, der durch Cache-Kohärenz symmetrisches Multiprozessing erlaubte.
| Serie    | Jahr | Prozessor/Taktfrequenz    |
| -------- | ---- | ------------------------- |
| Series4  | 1989 | Fujitsu MB86900/16,67 MHz |
| Series5  | 1989 | Cypress CY7C601/33 MHz    |
| Series5E | 1990 | Cypress CY7C601/40 MHz    |
| Series6  | 1992 | SuperSPARC/33 MHz         |
| Series6E | 1992 | SuperSPARC/50 MHz         |

Innerhalb jeder Serie gab es Modellvarianten für verschiedene Ausbaustufen beginnend beim Desktop-System 500 mit 1 oder 2 CPUs über die Deskside-Server 600, 700 und 800 mit maximal 4 CPUs bis hin zum Modell 900 mit 11 KBus-Steckplätzen für bis zu 8 CPUs oder bis zu 1 Gigabyte Hauptspeicher im Server-Rack. Die größeren Modelle boten zusätzlich VMEbus-Steckplätze für Erweiterungskarten.

### Uniprozessor-Desktop-Workstations
1990 kamen einfache Desktop-Workstations dazu, die mit dem 64-bit-SPARC-Prozessor MN10501 ausgestattet waren.
| Modell | Jahr | Prozessor/Taktfrequenz    |
| ------ | ---- | ------------------------- |
| S3000  | 1990 | Matsushita MN10501/33 MHz |
| S4000  | 1990 | Matsushita MN10501/33 MHz |
| S4100  | 1991 | Matsushita MN10501/36 MHz |

Die S3000 war eine portable Workstation mit integriertem 17-Zoll-Monochrom-Plasmabildschirm.

## Software
Solbourne setzte als Betriebssystem OS/MP ein. Dabei handelt es sich um SunOS 4.1, das von Solbourne für symmetrisches Multiprocessing erweitert wurde. Das finale Release von OS/MP war 4.1D basierend auf SunOS 4.1.3. Das modernere Betriebssystem Solaris 2 (SunOS 5) kam bei Solbourne nicht mehr zum Einsatz.
Mit dem sogenannten Object Interface (OI) bot Solbourne für seine Systeme zudem ein objektorientiertes C++-GUI-Toolkit und einen speziellen Solbourne Window Manager swm, welche es dem Anwender erlaubten, zur Laufzeit wahlweise das Look and Feel der beiden damals dominierenden Frameworks Motif und Open Look zu verwenden.